# Salman Amin Khan
Salman Amin Khan (in bengalese: সালমান খান; New Orleans, 11 ottobre 1976) è un educatore e imprenditore statunitense, fondatore della Khan Academy.

## Biografia
Nacque negli Stati Uniti nel 1976 da genitori di origine bengalese e indiana: suo padre è originario di Barisal, in Bangladesh; sua madre, indiana, è originaria di Calcutta. È noto per essere il fondatore della Khan Academy, un'organizzazione senza fini di lucro che ha lo scopo di fornire accesso a una piattaforma gratuita per l'apprendimento a distanza attraverso l'e-learning. A tale scopo, lavorando a casa propria, Salman Khan ha creato alcune migliaia di video-tutorial che spaziano su un ampio spettro di soggetti scolastici e accademici, centrati soprattutto sulle matematiche e le scienze..
Aveva precedentemente conseguito tre titoli al Massachusetts Institute of Technology: un Bachelor of Science (BS) in matematica e un BS e un Master of Science (MS) in ingegneria elettronica e informatica. In seguito ha conseguito un Master in Business Administration (MBA) dalla Harvard Business School.
Mentre lavorava come analista finanziario per l'hedge fund Wohl Capital Management, si trovò, verso la fine del 2004, a dedicare del tempo libero per impartire lezioni di matematica a distanza a sua cugina Nadia, usando Doodle notepad di Yahoo!. Quando altri parenti e amici chiesero un aiuto analogo, si rese conto che sarebbe stato più pratico pubblicare dei tutorial su YouTube secondo il metodo dell'insegnamento capovolto. La popolarità raggiunta su YouTube, e gli attestati di apprezzamento provenienti da studenti, lo spinsero, nel 2009, a lasciare il suo lavoro di analista finanziario per concentrarsi sui tutorial, allora distribuiti sotto l'etichetta "Khan Academy".
In seguito, ha ricevuto le attenzioni e il sostegno economico della Fondazione Bill & Melinda Gates e di Google. Quest'ultimo, in particolare, ha stanziato un cospicuo finanziamento, pari a 2 milioni di dollari, che è stato elargito nel quadro del "Progetto 10100". Nel 2013 ha ricevuto il sostegno del giocatore di basket LeBron James.
Nel 2012, la rivista Time lo ha inserito nella Time 100, la lista annuale delle cento persone più influenti del mondo.